# Jurata
Jurata est une station balnéaire polonaise, faisant partie de la ville de Jastarnia. Elle est située sur la Péninsule de Hel en zone boisée entre Jastarnia et Hel, sur la mer Baltique, dans le Comté de Puck, en Voïvodie de Poméranie.

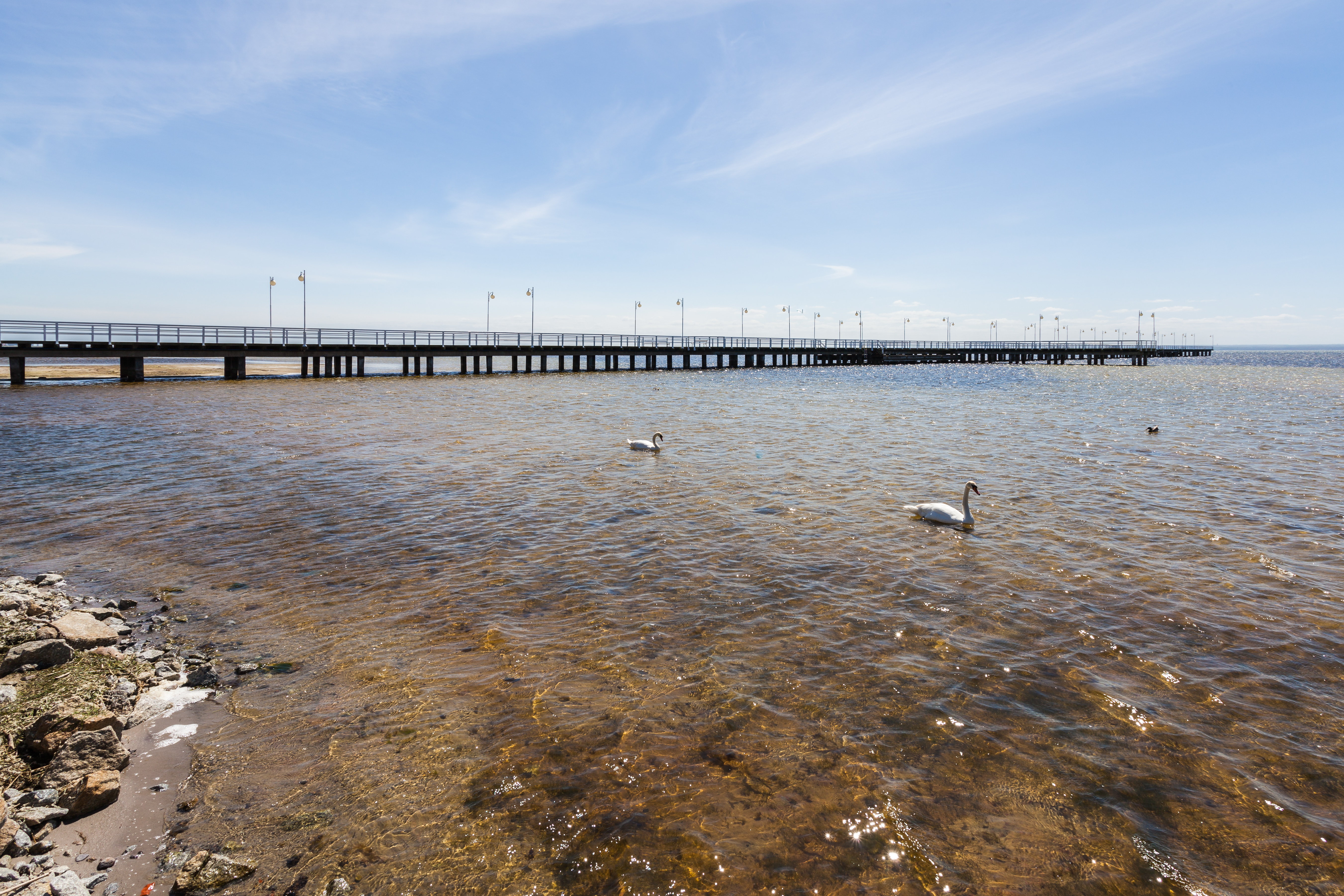
Quai de promenade.

Établie dans la période de l'entre-deux-guerres, en 1928, cette station balnéaire est populaire surtout parmi les habitants de Varsovie.